# 柄井川柳
柄井 川柳（からい せんりゅう、享保3年（1718年） - 寛政2年9月23日（1790年10月30日））は、江戸時代中期の前句付けの点者。名は正通。幼名勇之助。通称は八右衛門。

## 概要
柄井家は代々江戸浅草新堀端の竜宝寺門前町の名主の家系で、川柳は宝暦5年（1755年）に家を継いで名主となった。はじめは、談林派俳諧の点者であったといわれるが、宝暦7年（1757年）以前の俳歴は定かではない。宝暦7年8月25日（1757年10月7日）前句付の点者として無名庵川柳と号し、最初の万句合を興行している。これ以降、月3回5のつく日に句合を興行している。宝暦12年10月15日（1762年11月30日）の句合には総句1万句を超し、その流行ぶりがうかがえる。明和2年（1765年）7月、呉陵軒可有（ごりょうけんあるべし）の協力を得て刊行された『誹風柳多留』で川柳万句合の人気が高まり、他の点者を圧倒して江戸第一の点者となる。本書は史上初めての前句を全て省いた前句付集であった。その結果、一句で意味が分かる一句立ちの句が「川柳」と呼ばれるようになった。寛政2年（1790年）9月23日、死去。辞世の句は「木枯らしや 跡で芽をふけ 川柳」であったと伝えられている。
2世川柳と3世川柳は初世川柳の息子で、4世以降は社中から後継者が選ばれ、川柳号は16世（尾藤川柳）まで受け継がれている。
初代川柳の出題は前句付の14字題と冠付のみであり、総句高に対する番勝句の比率は低かった。「あたらしい趣向むすべば手柄多し」（『柳多留』十六編）と新しい趣向を好み、選句眼にも優れていたため、上級武士も含め江戸における前句付作者に好まれた。

## 「川柳発祥の地」の碑

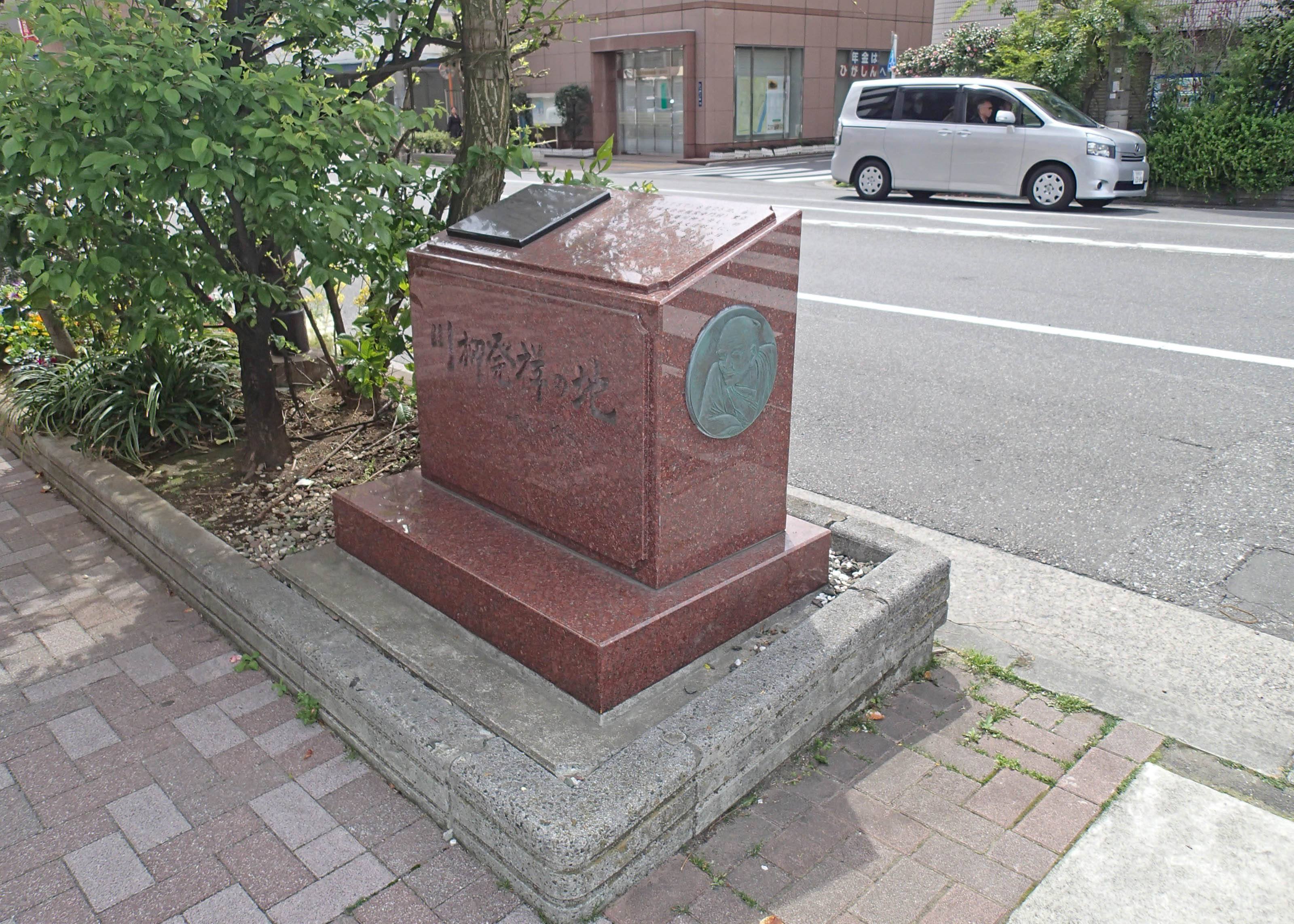
「川柳発祥の地」の碑

柄井川柳が最初の万句合を興行した場所の推定跡地に「川柳発祥の地」の碑がある。平成19年（2007年）川柳発祥250年を記念して、東京都台東区蔵前4丁目37（三筋二丁目交差点の南東角）に建立された。刻まれた碑文は、以下の通り。
宝暦7年（1757年）8月25日、当地（旧浅草新堀端天台宗龍宝寺門前）里正柄井八右衛門、無名庵川柳と号し、初めて万句合を開巻す。爾来文運旺んに、遂には文芸の名をもって呼ばれ、今日に至る川柳隆盛の礎を開く。本年その250年に当たって後学相諮り、一碑を建てて開祖の遺業を顕彰し、永く歴史に留めんと祈念するものなり。平成19年（2007年）8月25日、川柳250年実行委員会

## 関連文献
- 鈴木勝忠『柄井川柳 無作の指導者』新典社〈日本の作家〉、1982年。ISBN 4787970313。
- 『初代川柳選句集』千葉治校訂　岩波文庫、1960
- 芳忠淳著 尾藤一泉編『柳のしおり 九世柄井川柳・前島和橋をたずねて』玄武堂出版　2005